# Coussergues
Coussergues – miejscowość i dawna gmina we Francji, w regionie Oksytania, w departamencie Aveyron. W dniu 1 stycznia 2016 roku z połączenia trzech ówczesnych gmin – Coussergues, Cruéjouls oraz Palmas – powstała nowa gmina Palmas d’Aveyron. W 2013 roku populacja Coussergues wynosiła 289 mieszkańców.